# 馬克·貝維斯
馬克·貝維斯（1989年11月21日—）是一位英格蘭足球運動員。在場上的位置是後衛。他現在效力於英甲球隊彼德堡。

## 外部連結
- Mark Beevers player profile at swfc.co.uk
- 足球数据库：馬克·貝維斯的球员统计数据
- 馬克·貝維斯 playing stats at ESPNsoccernet